# Диявольський міст
Дия́вольский міст (болг. Дяволският мост, тур. Şeytan Köprüsü) — арковий міст через річку Арда у вузькій ущелині. Знаходиться за 10 км від болгарського міста Ардіно, Кирджалійська область, південна Болгарія, одна з визначних пам'яток Родопських гір. 

## Історія
Міст частина давньої дороги, що з'єднувала Горнофракійську низовину і північне узбережжя Егейского моря. Достеменно невідомо, коли був зведений міст. Різні джерела датують будівництво від XIV ст. до початку XVII ст. Згідно з поширеною версією, міст був збудований за наказом Селіма І у XVI ст.

## Опис мосту
Міст, найбільший у Родопських горах, має довжину 56 м. Відомий також своєю конструкцією. Міст з напівкруглими арками для вимірювання рівня води. Довжина мосту — 56 м, ширина — 3,5 м. Увздовж мосту кам'яний парапет заввишки 12 см. Опори мосту з хвилерізами.
У лютому 1984 р. міст проголошений пам'яткою культури. У наш час[коли?] споруда не використовується. До мосту веде ґрунтова дорога з Ардіно, поблизу обладнане місце відпочинку з навісом і вогнищем.

## Галерея

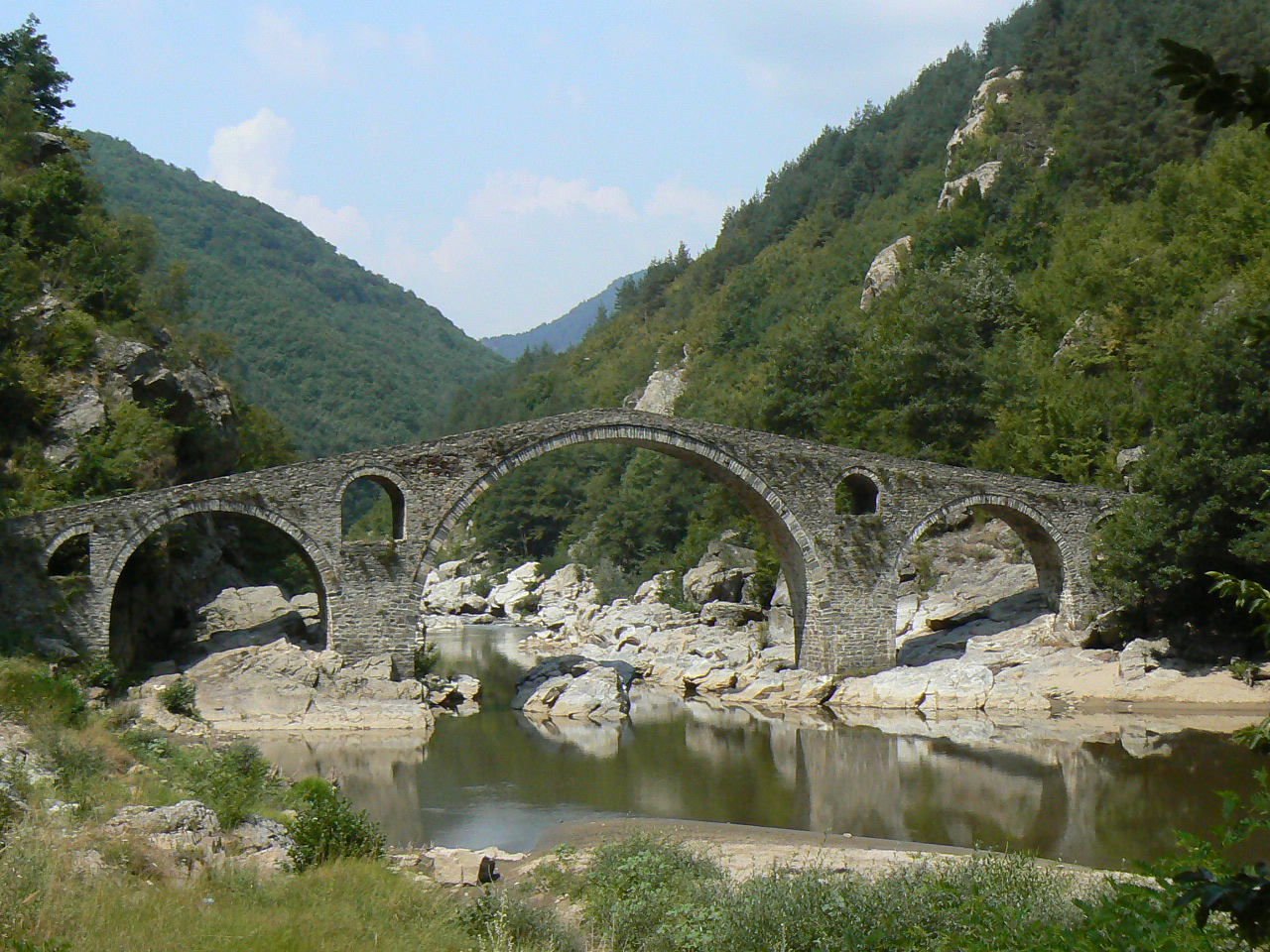
Диявольський міст, вид зі сторони дороги
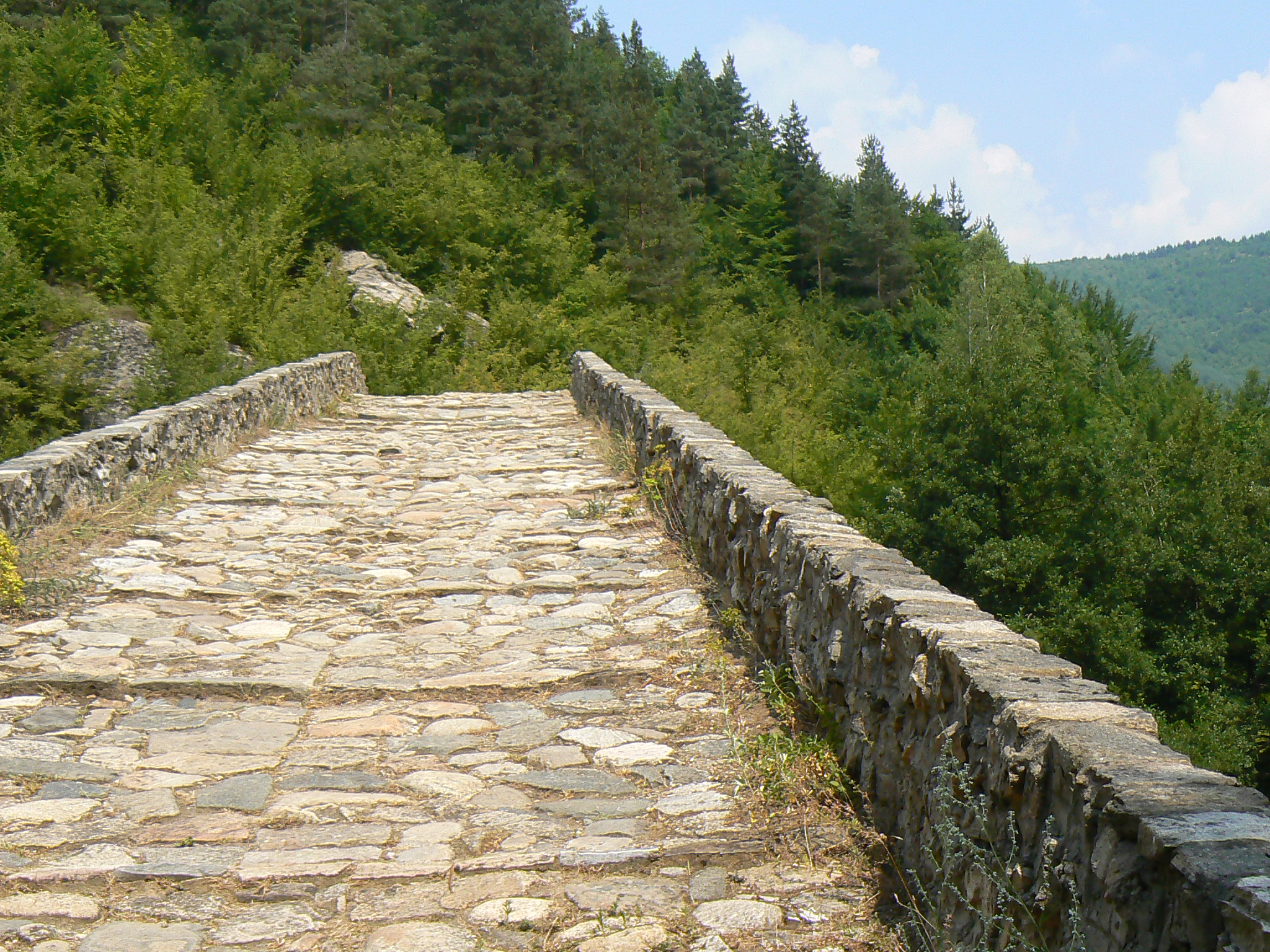
Вид зверху
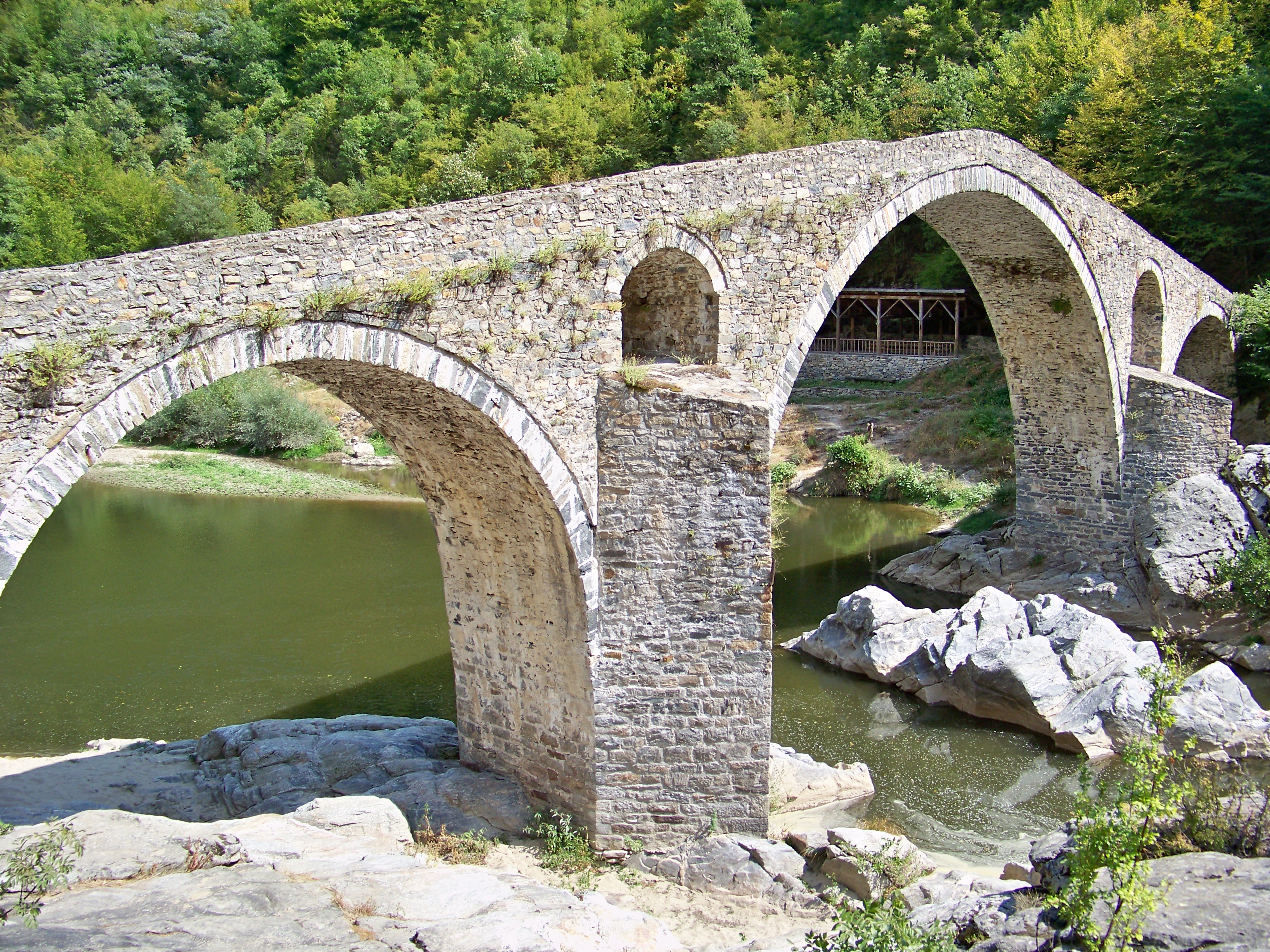
Диявольський міст
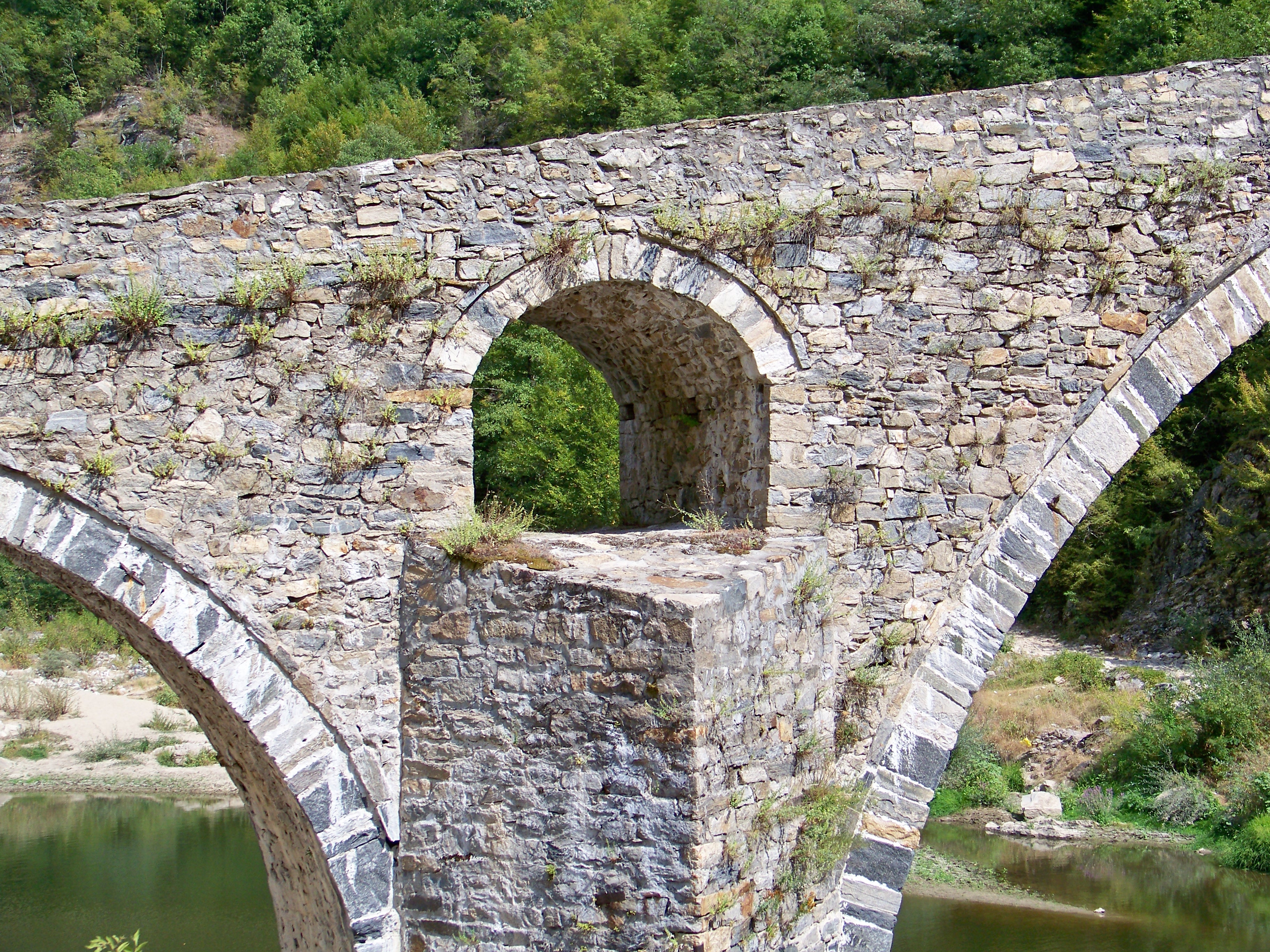
Диявольський міст
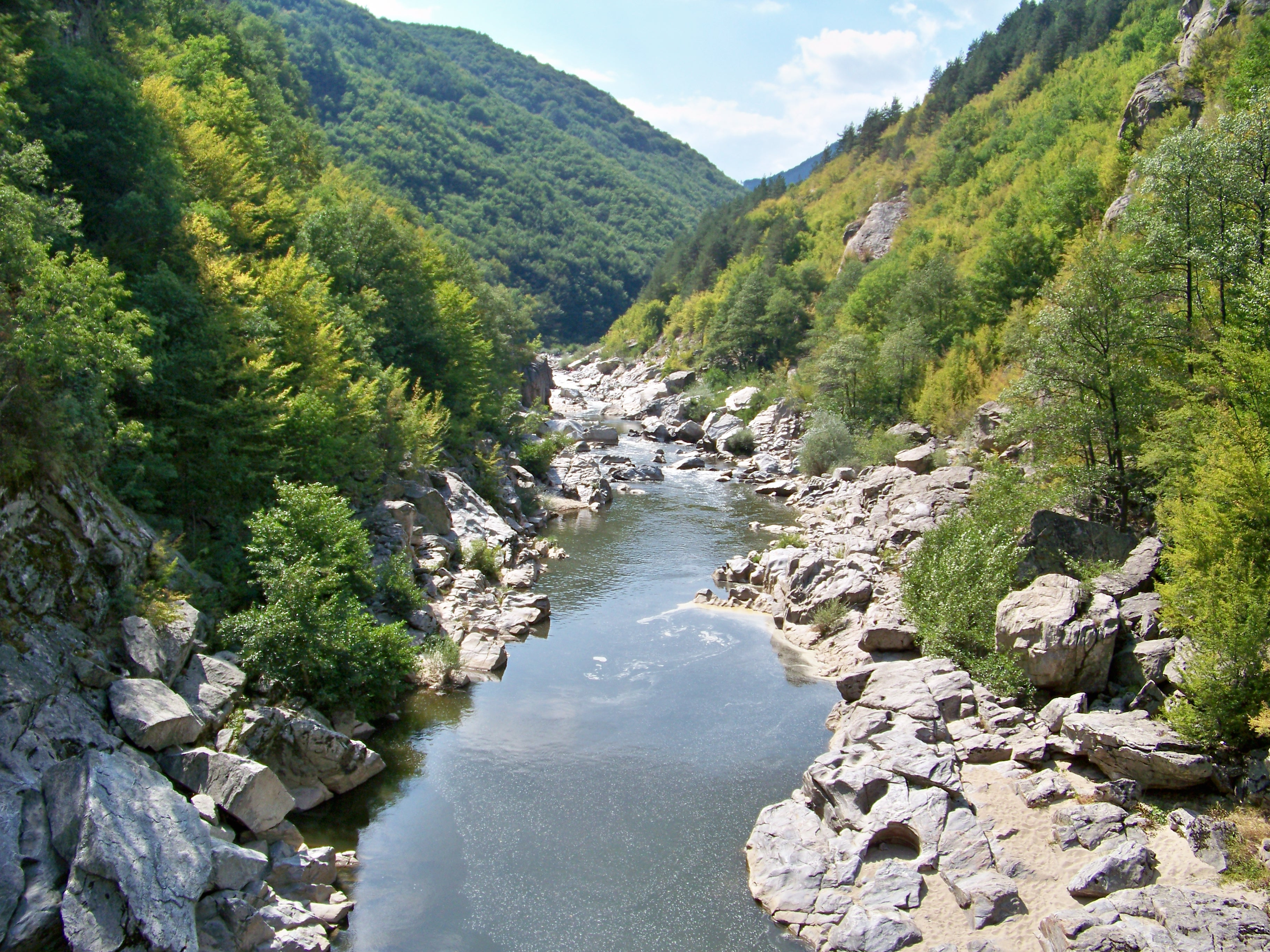
Річка Арда